# Reykjavík 871±2
Reykjavík 871±2 eller islandsk: Landnámssýningin er en udstilling om bosættelsen af Reykjavík, Island, skabt af Reykjavik Bymuseum (Borgarsogusafn). Udstillingen er baseret på de arkæologiske udgravninger af ruinerne fra et af de første huse i Island samt fund fra andre udgravninger i byens centrum. Udstillingen er placeret i Aðalstræti 16, på hjørnet af Aðalstræti og Suðurgata.
Fokus for udstillingen er resterne af en hal eller langhus fra Landnamstiden, som blev udgravet i 2001. Bygningen var beboet fra ca. 930–1000. Nord for hallen findes to stykker tørv, rester af en mur, som tydeligvis blev bygget før 871±2, hvilket har givet udstillingen sit navn. Den præcise datering er mulig, fordi et stort vulkanudbrud fra Torfajökull-området spredte tefra (pyrokloastisk materiale) over regionen, hvilket kan dateres ved hjælp af iskerner fra Grønland. Huset er blandt de ældste menneskeskabte strukturer, der hidtil er fundet i Island. Der er også udstillet genstande fra vikingetiden fundet i det centrale Reykjavík og på øen Viðey.
Udstillingen drives af Reykjavik By og administreres af Reykjavik Bymuseum.